# Tribüne Bergpreis 1979
Der Tribüne Bergpreis 1979 war die 22. Austragung des seit 1957 ausgefahrenen Eintagesrennens Tribüne Bergpreis in der DDR. Es fand am 23. Juni statt und wurde von Bernd Drogan gewonnen.

## Strecke
Start und Ziel lagen in Blankenburg (Harz), der Kurs führte durch den Harz auf einem Rundkurs mit je 17,5 Kilometern Länge. 157,5 Kilometer waren insgesamt zu fahren.

## Rennverlauf
Veranstalter war der Deutsche Radsport-Verband der DDR, organisiert wurde das Rennen von der BSG Lok Blankenburg und von der Tageszeitung Tribüne unterstützt.
Der Tribüne Bergpreis 1979 war das erste Rennen der Rennserie Großer Preis der sozialistischen Länder, der zum ersten Mal ausgetragen wurde. Neben den Radrennfahrern aus der DDR starteten Sportler aus Polen, Bulgarien und der Tschechoslowakei. Das Rennen wurde vom späteren Sieger Bernd Drogan geprägt, der mehrere Spitzengruppen initiierte. 30 Kilometer vor dem Ziel setzte er sich aus einer neun Fahrer starken Spitzengruppe am Anstieg nach Hüttenrode ab und erreichte das Ziel als Solist.

## Ergebnis
|     | Fahrer                | Verein                        | Zeit (h)       |
| --- | --------------------- | ----------------------------- | -------------- |
| 01. | Bernd Drogan          | SC Cottbus                    | 4:02:38        |
| 02. | Hans-Joachim Hartnick | SC Cottbus                    | + 0:16 Minuten |
| 03. | Olaf Jentzsch         | SC Cottbus                    | + 0:22 Minuten |
| 04. | Martin Goetze         | SC DHfK Leipzig               | + 0:16 Minuten |
| 05. | Thomas Barth          | SG Wismut Gera                | + 1:02 Minuten |
| 06. | Mathias Vierke        | ASK Vorwärts Frankfurt (Oder) | + 2:05 Minuten |
| 0 … |                       |                               |                |